# Braydon Coburn
Braydon Coburn (Calgary, 27 febbraio 1985) è un hockeista su ghiaccio canadese.

## Palmarès

### Mondiali
- 1 medaglia:
  - 1 argento (Berna 2009)

### Mondiali giovanili
- 2 medaglie:
  - 1 oro (Grand Forks 2005)
  - 1 argento (Helsinki 2004)

### Mondiali under 18
- 1 medaglia:
  - 1 oro (Yaroslavl 2003)